# Raddiella potaroensis
Raddiella potaroensis är en gräsart som beskrevs av Thomas Robert Soderstrom. Raddiella potaroensis ingår i släktet Raddiella och familjen gräs. Inga underarter finns listade i Catalogue of Life.